# Ministerie van Cultuur (Denemarken)
Het Deens ministerie van Cultuur (Deens: Kulturministeriet) is een departement van de Deense overheid.

## Geschiedenis
Het Kulturministeriet werd in 1961 opgericht als Ministeriet for Kulturelle Anliggender met Julius Bomholt als eerste "minister van Cultuur". Het werkgebied van het ministerie omvat beeldende kunst, muziek, theater, film, blibiotheken, archieven, musea, de opbouw en behoud van documentatie, archeologie, monumenten en hoger artistiek onderwijs. Daarnaast is het departement verantwoordelijk voor culturele doeleinden, auteursrecht, radio, televisie, sport en culturele buitenlandse betrekkingen, zowel in Scandinavië als binnen de Europese Unie.
Het ministerie is gelegen aan Nybrogade 2, Gammel Strand, Kopenhagen. Het gebouw uit 1729-1730 was het voormalig huis van burgemeester William Bjerregård. Het oorspronkelijk gebouw had drie vleugels waar later door architect Philip de Lange een vierde vleugel aan werd toegevoegd. Van 1759 tot circa 1950 werd het gebouw gebruikt als Det Kongelige Assistenshus (de koninklijke bank van lening). Na een grondige renovatie trok het ministerie in het gebouw in 1962. Minister van Cultuur is sinds december 2022 Jakob Engel-Schmidt.

## Instituten
- Biblioteksstyrelsen
- Kulturarvsstyrelsen
- Det Informationsvidenskabelige Akademi
- Skibsbevaringsfonden
- Det Jyske Musikkonservatorium
- Det Kongelige Bibliotek
- Det Kongelige Danske Kunstakademi
- Det Kongelige Teaters balletskole
- Den Danske Filmskole
- Forfatterskolen
- Danmarks Designskole
- Det Kongelige Danske Musikkonservatorium
- Dansk Sprognævn